# Koruna (hudba)

Značka fermáty

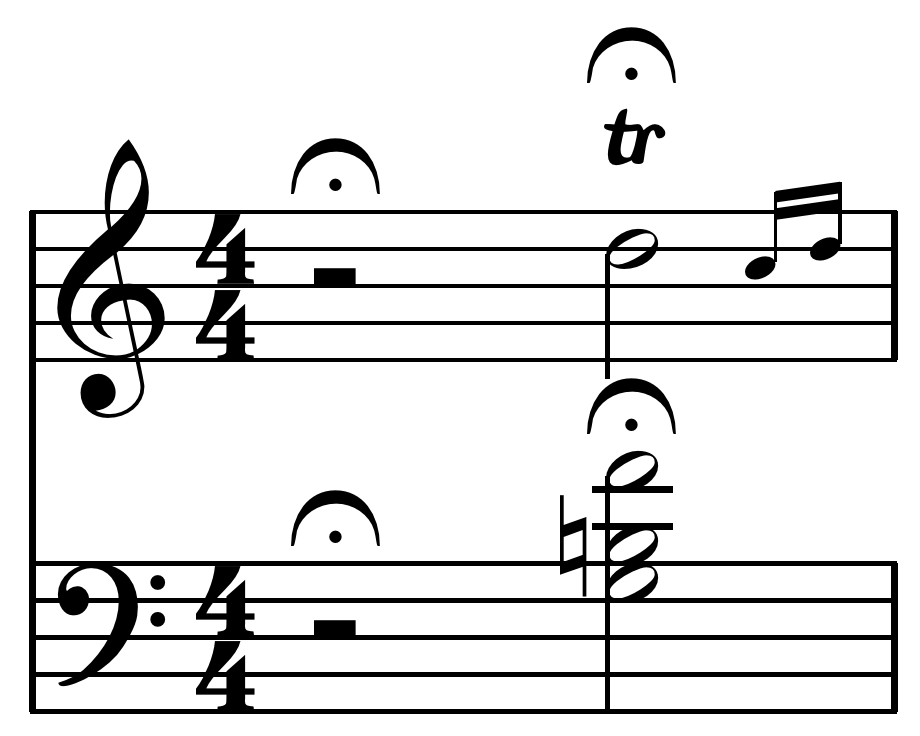
Použití fermáty v Beethovenově 3. klavírním koncertu c moll

Fermáta anebo koruna (též korunka) je značka v notovém zápise nad (výjimečně pod) notou anebo pomlkou, která předpisuje, že zahraná nota anebo pomlka má trvat déle, než je její normální trvání podle zápisu.
Toto prodloužení fermátou není přesně určené, ale mělo by být přiměřené charakteru skladby (písně), tempu, náladě; případně závisí na vkusu interpreta. Zpravidla se prodloužení noty rovná dvojnásobku její původní hodnoty. Skladatel může fermátu do jisté míry specifikovat tím, že k ní připojí označení lunga (dlouhá) anebo brevis (krátká).